# Калльнах
Калльнах (нім. Kallnach) — громада  в Швейцарії в кантоні Берн, адміністративний округ Зееланд.

## Географія
Громада розташована на відстані близько 18 км на північний захід від Берна.
Калльнах має площу 18 км², з яких на 7,9% дозволяється будівництво (житлове та будівництво доріг), 66,4% використовуються в сільськогосподарських цілях, 19,8% зайнято лісами, 5,8% не є продуктивними (річки, льодовики або гори).

## Демографія
2019 року в громаді мешкало 2204 особи (+3,9% порівняно з 2010 роком), іноземців було 10,1%. Густота населення становила 123 осіб/км².
За віковим діапазоном населення розподілялося таким чином: 18,1% — особи молодші 20 років, 60,1% — особи у віці 20—64 років, 21,9% — особи у віці 65 років та старші. Було 958 помешкань (у середньому 2,3 особи в помешканні).
Із загальної кількості 1064 працюючих 227 було зайнятих в первинному секторі, 237 — в обробній промисловості, 600 — в галузі послуг.